# Logithèque Ubuntu
La logithèque Ubuntu (Ubuntu Software Center aux États-Unis et Ubuntu Software Centre dans les autres pays anglophones) est le programme de gestion de paquet du système d'exploitation Ubuntu depuis sa version 9.10. On le retrouve aussi dans Debian à partir de la version 6.0.
Ce logiciel sera abandonné avec la version 15.10 de Ubuntu Mate (2016), Debian 8.0 et Ubuntu version officielle l'ayant déjà abandonné en 2015. Il est remplacé par GNOME Logiciels.
Ce logiciel ne doit pas être confondu avec « Ubuntu Software », la boutique officielle d'applications toujours fonctionnelle sur Ubuntu en 2021.